# Hans Sittenberger
Hans Sittenberger (* 20. April 1863 in Klagenfurt, Kärnten; † 2. November 1943 in Lednice, Mähren) war ein österreichischer Schriftsteller und Lehrer.

## Leben
Sittenberger stammte aus einer Kaufmannsfamilie. Er absolvierte das Gymnasium in Klagenfurt und studierte von 1881 bis 1884 an der Universität Wien Germanistik und Altphilologie. Nach einer Studienunterbrechung beendete er das Studium an der Universität Graz mit einer Dissertation über Christoph Martin Wieland. Danach wirkte er als Erzieher und Lehrer. Er leitete später das Theaterressort der Deutschen Zeitung in Wien. Von 1901 bis in die 1930er Jahre unterrichtete er an der Höheren Obst- und Gartenbauschule in Eisgrub, verlegte aber erst 1918 seinen Wohnsitz dorthin. Er trat erstmals gegen Ende des 19. Jahrhunderts literarisch in Erscheinung. Von 1907 bis 1920 war er Mitglied einer Freimaurerloge und betätigte sich ab 1919 in deutschvölkischen Verbänden der ehemaligen Tschechoslowakei. Am 15. Jänner 1939 trat er der NSDAP bei. Laut dem Historiker Werner Koroschitz erwuchsen Sittenberger im Unterschied zu anderen Autoren, wie zum Beispiel Josef Friedrich Perkonig, aus der Zugehörigkeit zu einer Freimaurerloge keinerlei Probleme. Im Gegenteil, so Koroschitz, erfuhr Sittenberger von den Nationalsozialisten eine besondere Förderung. Sein nationalsozialistische Heldenepos „Sturm überm Land“, welches den Juliputsch 1934 thematisierte, wurde am 13. März 1940 uraufgeführt. Im Rahmen des Kärntner Literaturpreises erhielt es 1940 den ersten Preis. 1943 wurde ihm für sein Gesamtschaffen der Schrifttumspreis des Gauleiters in Kärnten zuerkannt.

## Veröffentlichungen (Auswahl)
- Das Evangelium des Teufels. Drama in 5 Acten, Reißer, Wien 1897.
- Studien zu Dramaturgie der Gegenwart, Beck, München 1898.
- Grillparzer. Sein Leben und sein Wirken, Berlin 1904.
- Der geheilte Vitus, Vitus, Berlin 1910.
- Scholastica Bergamin, Vita, Berlin 1913.
- Kaspar Hauser der Findling von Nürnberg, Berlin 1925.
- Schubert, Rascher & Cie. A.G., Zürich 1928.
- Ostmärkische Versicherungen im Ausland,  Wien 1941.